# Viola painteri
Viola painteri är en violväxtart som beskrevs av Joseph Nelson Rose och House. Viola painteri ingår i släktet violer, och familjen violväxter. Inga underarter finns listade i Catalogue of Life.